# Seraphine Geiser
Seraphine Geiser (* 28. Oktober 1995) ist eine Schweizer Unihockeyspielerin, welche beim Nationalliga-A-Verein UHC Kloten-Dietlikon Jets unter Vertrag steht.

## Karriere
Geiser stammt aus dem Nachwuchs der Red Ants Rychenberg Winterthur und wechselte 2014 in den Nachwuchs des UHC Dietlikon, wo sie 2015 in der Nationalliga A debütierte. Nach einer Saison verliess Geiser den UHC Dietlikon und schloss sich Unihockey Red Lions Frauenfeld an.
Nach drei Jahren legte sie aufgrund ihres Auslandaufenthalt eine Pause ein und schloss sich 2020 wieder ihrem ehemaligen Verein UHC Kloten-Dietlikon Jets an.